# سارا مورا
سارا مورا (بالبرتغالية: Sara Moura‏) هي ممثلة برتغالية، ولدت في 3 أكتوبر 1988 في لشبونة في البرتغال.

## وصلات خارجية
- سارا مورا على موقع IMDb (الإنجليزية)